# Bruille-lez-Marchiennes
Bruille-lez-Marchiennes è un comune francese di 1 355 abitanti situato nel dipartimento del Nord nella regione dell'Alta Francia.

## Società

### Evoluzione demografica
Abitanti censiti